# Arroyo Pareja
Arroyo Pareja es un balneario de la ciudad de Punta Alta, Partido de Coronel Rosales, provincia de Buenos Aires, Argentina.

## Toponimia
El balneario lleva el nombre de la desembocadura del arroyo Napostá Chico en la Bahía Blanca. Este curso de agua se llama así en homenaje a Joaquín Fernández Pareja español que fuera piloto de una misión iniciada por el entonces gobierno de la Provincia de Buenos Aires, la cual consistía en un reconocimiento a la Bahía Blanca, que por ese entonces era muy poco conocida. 
Durante esa expedición, en diciembre de 1823,  Martiniano Chilavert y Fortunato Lemoin, acompañantes de Pareja, hicieron un prolijo relevamiento de la costa de la bahía. Al mismo tiempo, el piloto Pareja exploró la desembocadura de un curso de agua, que de inmediato adoptó el nombre de arroyo Pareja en las cartas náuticas, en honor a su descubridor. Así se inmortalizó el nombre del navegante que por primera vez reconoció su curso, tanto en el "arroyo" como en el balneario.

## Historia
La necesidad de contar con un balneario en cercanías de Punta Alta venía de larga data. Ya en 1921 las autoridades municipales de Coronel Rosales y del Ferrocarril Rosario a Puerto Belgrano, empresa gerenciadora del Puerto Comercial de Punta Alta, acordaron la realización de las obras necesarias para la habilitación en un sitio contiguo a la escollera oeste del puerto, en Arroyo Pareja.
Es así que después de un año comenzaron las obras en lo que sería el futuro balneario. Finalmente fue fundado el 24 de diciembre de 1922 y por ese entonces el balneario se componía de un gran murallón sobre el cual se ubicaban, en forma paralela a la playa, dos filas de casillas para bañistas, de tal suerte que se conformaba una especie de rambla: una calle de 30 metros de ancho y 300 de largo. Escaleras abajo del murallón, la empresa había colocado arena sobre el cangrejal, con lo cual el sector se volvía apto para caminatas o tenderse en el piso. Ante la reiterada presencia de aguas vivas también se colocó mar adentro un alambre tejido de 700 metros de frente. Se llegó a contar con un cine al aire libre y una gran confitería donde por las noches se organizaban bailes.

## El balneario en la actualidad
En la actualidad el balneario cuenta con un parador con oferta gastronómica, fogones, batería de baños públicos con duchas, enfermería, camping y estacionamiento libre. La playa también tiene servicio de guardavidas. 
Además la zona es apta para la pesca o la práctica de deportes acuáticos en la zona exclusiva de Kite Surf.
El balneario también destaca por ser el lugar donde se pueden pescar los tiburones más grandes del país.